# Patrick Hostekint
Pour les articles homonymes, voir Hostekint.
Patrick Hostekint, né le 10 janvier 1950 à Roulers est un homme politique belge flamand, membre de Sp.a.
Il est licencié en sciences diplomatiques et en droit européen (UGent);
agrégé de l'enseignement secondaire supérieur (sciences politiques et sociales);
ancien professeur; ancien secrétaire de mutualité.

## Carrière politique
- 1989-1995 : conseiller communal à Roulers
- 1991-1995 : membre de la Chambre des représentants
- 1991-2004 : membre du Conseil flamand 
  - 1991-1995 : membre du Conseil interparlementaire consultatif de Benelux
  - 1995-1999 : sénateur de communauté désigné par le Conseil flamand
  - 1995-1999 : membre suppléant du Conseil interparlementaire consultatif de Benelux
  - 2003-2004 : sénateur de communauté désigné par le Conseil flamand

## Distinctions
- Chevalier de l'ordre de Léopold (1999)